# 蒂萨道道
蒂萨道道（匈牙利語：Tiszadada）是匈牙利索博尔奇-索特马尔-拜赖格州所辖的一个村。总面积48.77平方公里，总人口2291，人口密度47.0人/平方公里（2011年1月1日）。